# Giulio Alpino Classiciano
Gaio Giulio Alpino Classiciano (... – 65) era procuratore della Britannia romana dal 61 alla morte nel 65.
Fu nominato in sostituzione del suo predecessore, Cato Deciano, che era riparato in Gallia a seguito della rivolta della regina icena Budicca. Espresse le sue preoccupazioni all'imperatore Nerone per i metodi punitivi praticati dal governatore Gaio Svetonio Paolino, che avrebbero solo portato a una maggior ostilità verso i romani. Nerone inviò il suo liberto Policlito ad aprire un'inchiesta. Presa come scusa il fatto che Paolino avesse perso alcune navi, si decise di rimpiazzare il governatore con Publio Petronio Turpiliano.
Classiciano morì e venne sepolto a Londra nel 65. Londra era stata distrutta da Budicca appena due anni prima, ragion per cui è ipotizzabile che Classiciano avesse operato una considerevole ricostruzione. La sua tomba fu costruita dalla moglie Giulia Pacata, figlia di Giulio Indo, un nobile della tribù gallica dei Treveri, che divenne comandante dell'unità di cavalleria conosciuta come Ala Gallorum Indiana. La sua tomba fu incorporata e riutilizzata nella costruzione del muro medioevale di Londra e, ristrutturata, si trova ora nel British Museum.
Potrebbe essere stato parente del Giulio Alpino giustiziato per aver guidato la rivolta degli Elvezi di Aventicum contro Aulo Caecina Alieno o del Giulio Classico che guidò un'unità militare ausiliaria di cavalleria trevera nell'esercito di Otone (69).

## Fonti
- Tacito, Annali 14.38-39
- Tacito, Storie 1.68, 2.14